# الهيئة العامة للمساحة والمعلومات الجيومكانية
الهيئة العامة للمساحة والمعلومات الجيومكانية هي هيئة حكومية تتمتع بالشخصية الاعتبارية العامة وبالاستقلال المالي والإداري، وترتبط تنظيميًّا بوزير الدفاع، ويقع مقرها الرئيس في مدينة الرياض.وتهدف الهيئة إلى تنظيم قطاع المساحة والمعلومات الجيومكانية والتصوير، المتعلق بأعمال المساحة والمعلومات الجيومكانية في المملكة العربية السعودية،بما يحقق الجودة وتحسين الأداء، والمحافظة على الجوانب الأمنية بالتنسيق مع الجهات المعنية.
تأسيس الهيئة العامة للمساحة والمعلومات الجيومكانية
بدأت الهيئة بإصدار مجلس الوزراء قرار حصر جميع الأجهزة العاملة في مجال المساحة وإنتاج الخرائط، سواء في الأجهزة الحكومية أو غيرها، وجمع وتركيز كل أعمالها في جهاز واحد يسمّى "الإدارة المركزية للمساحة"، يكون مسؤولًا عن كل عمل مساحي تحتاجه أي جهة حكومية أو غير حكومية، وذلك في عام 1410هـ/1989م، وفي عام 1422هـ/2001م صدرت موافقة مجلس الوزراء على تحويل الإدارة المركزية للمساحة بوزارة الدفاع إلى هيئة تسمّى "الهيئة العامة للمساحة"، تكون ذات شخصية اعتبارية وميزانية مستقلة وترتبط بوزير الدفاع، وفي عام 1427هـ/2006م صدرت موافقة المجلس على تنظيم الهيئة العامة للمساحة وهيكلها ودليليها التنظيميين، ثم صدرت موافقة المجلس على تنظيم الهيئة العامة للمساحة والمعلومات الجيومكانية أخيرًا في عام 1442هـ/2020م.

## تنظيم الهيئة العامة للمساحة والمعلومات الجيومكانية
للهيئة مجلس إدارة يمثل السلطة العليا المختصة بتصريف شؤونها، ورسم السياسة العامة، واتخاذ القرارات اللازمة لتحقيق أغراضها، ضمن مجموعة من الصلاحيات الخاصة به، كما يعيِّن للهيئة رئيسًا، بناءً على ترشيح من رئيس مجلس الإدارة، بعد موافقة رئيس مجلس الوزراء، ليكون المسؤول التنفيذي عن إدارة الهيئة، وتتركز مسؤولياته في حدود ما ينص عليه التنظيم، إضافة إلى مجموعة من الصلاحيات والاختصاصات، منها الإشراف على أعمال الهيئة الإدارية والمالية والفنية، ومتابعة تنفيذ القرارات التي يصدرها المجلس، واقتـراح هيكل الهيئة التنظيمي ولوائحها المالية والداخلية والفنية والإدارية، وعرضها على المجلس، والإشراف على تنفيذها بعد إقرارها، وغير ذلك من الصلاحيات والاختصاصات التي نص عليها الدليل التنظيمي للهيئة.
وخصصت للهيئة ميزانية سنوية مستقلة تصدر بمرسوم ملكي، إضافة إلى مواردها المالية مما يخصص لها في الميزانية العامة للدولة، والمقابل المالي عن أي عمل أو منتج أو خدمة أو ترخيص أو تصريح تقدمه الهيئة، إضافة إلى الأموال المنقولة وغيـر المنقولة الواقعة تحت تصرفها، أو التي تؤول إليها من جهات أخرى، والأموال الناتجة من استثمارات الهيئة، ومن مواردها مما يقبله المجلس من هبات وتبـرعات ومنح ووصايا وأوقاف.

## مهام الهيئة العامة للمساحة والمعلومات الجيومكانية
تختص الهيئة بعدة مهام، منها:
1.    وضع المعاييـر والضوابط الأساسية والاستـرشادية المتعلقة بالقطاع، وتحديثها.
2.    اقتراح الأنظمة ذات الصلة بالقطاع، بعد عرضها على المجلس.
3.    اعتماد وتطويـر البنية التحتية الجيومكانية الوطنية، والمرجع الجيوديسي الوطنـي، والشبكات الجيوديسية الوطنية، والمسح البحري الهيدروغرافي، وتوفير البـيانات والمنتجات والخدمات والتطبـيقات الإلكتـرونية والخرائط الطبوغرافية والجوية وخرائط الملاحة البحرية ذات الصلة بالقطاع وتسويقها، والمحافظة على أمنها وسريتها.
4.    إعداد الخطط الاستـراتيجية، وإجراء الدراسات والبحوث المرتبطة بالقطاع، والعمل على تفعيلها، بمشاركة الجهات ذات العلاقة.
5.    التـرخيص لممارسة الأنشطة في القطاع، والإشراف على تأهيل الممارسين، وتصنيفهم، ووضع القواعد المنظمة لذلك.
6.    العمل على حماية مصالح المستفيدين من القطاع.
7.    تهيئة القطاع ليكون جاذبًا للاستثمار، وتحفيز نموه.
8.    العمل على تطويـر الكفايات الوطنية في القطاع، بالتعاون مع الجامعات والمعاهد المتخصصة داخل المملكة وخارجها.
9.    التنسيق والتعاون مع نظيراتها في الدول الأخرى والهيئات والمنظمات الدولية ذات العلاقة بالقطاع، وفقًا للإجراءات النظامية.
10.    تمثيل المملكة داخليًّا وخارجيًّا فيما يتعلق باختصاصاتها، وفقًا للإجراءات النظامية.
11.    الإشراف على إصدار أطالس المملكة، وتحديثها، والعمل على تطويـرها بالتنسيق مع الجهات ذات العلاقة.
12.    العمل على توفير المعلومات والدراسات الخاصة بحدود المملكة البرية والبحرية فيما يتعلق بالقطاع، وتقديم الاستشارات المتعلقة بها، وتطوير قاعدة بيانات لهذا الغرض بالتنسيق مع الجهات ذات العلاقة.
13.    تقديم الاستشارات والخدمات المرتبطة بالقطاع للجهات الحكومية والخاصة وغيـرها داخل المملكة وخارجها.

## الاختصاصات
- وضع المواصفات الفنية الخاصة بالأعمال المساحية الجيوديسية  والطبوغرافية والبحرية وتنفيذها ومتابعتها.
- القيام بالتصوير الجوي المتعلق بأعمالها، وتنسيق وتنظيم قيام الجهات الأخرى بالتصوير الجوي والإشراف عليه.
- إنشاء الشبكات الجيوديسية وصيانتها بما يخدم أعمال الهيئة، وتنفيذ قياسات الجاذبية الأرضية بحسب احتياجها، وكذلك القياسات اللازمة لعمل الخرائط البحرية.
- القيام بنفسها أو بواسطة غيرها بالدراسات المتعلقة بمجالات المساحة المنوطة بها، وتقديم الخدمات الاستشارية في هذه المجالات.
- تسويق خدماتها المساحية ومنتجاتها الرقمية والورقية وبيعها، ونشر ما تنتجه من معلومات مساحية وجغرافية غير مصنفة.
- وضع برامج الإعداد والتدريب في مجال اختصاصها وتطويرها وتنفيذها، وتدريب الكوادر الوطنية داخل المملكة وخارجها.

## مجلس الإدارة
- الأمير خالد بن سلمان بن عبدالعزيز ، وزير الدفاع، وزير الدفاع ,رئيس مجلس إدارة الهيئة العامة للمساحة والمعلومات الجيومكانية
- صاحب السمو الأمير / عبدالرحمن بن محمد بن عياف، نائب وزير الدفاع نائب رئيس مجلس إدارة الهيئة العامة للمساحة والمعلومات الجيومكانية.
- د. محمد بن يحيى ال صايل، رئيس الهيئة العامة للمساحة والمعلومات الجيومكانية.
- عبدالرحمن بن عبدالمحسن الفضلي وزير البيئة والمياه والزراعة، ممثل وزارة البيئة والمياه والزراعة.
- معالي الدكتور/ ناصر بن عبدالعزيز الداود نائب وزير الداخلية، ممثل وزارة الداخلية .
- معالي الدكتور / عبدالله بن شرف الغامدي رئيس الهيئة السعودية للبيانات والذكاء الاصطناعي، ممثل الهيئة السعودية للبيانات والذكاء الصناعي.
- معالي الأستاذ  / هندي بن عبدالله السحيمي مساعد وزير المالية، ممثل وزارة المالية .
- معالي المهندس/ هيثم بن عبدالرحمن العوهلي نائب وزير الاتصالات وتقنية المعلومات، ممثل وزارة الاتصالات وتقنية المعلومات.
- معالي الدكتور/ منير بن محمود الدسوقي رئيس مدينة الملك عبدالعزيز للعلوم والتقنية، ممثل مدينة الملك عبدالعزيز للعلوم والتقنية.
- معالي الأستاذ / إيهاب بن غازي الحشاني نائب وزير الشؤون البلدية والقروية والإسكان، ممثل وزارة الشؤون البلدية والقروية والإسكان.
- معالي الدكتور / عبدالرحمن بن حمد الحركان محافظ الهيئة العامة لعقارات الدولة، ممثل الهيئة العامة لعقارات الدولة.
- الدكتور/ عبداللطيف بن عبدالملك آل الشيخ المشرف العام على الإدارة العامة لشؤون الحدود والمحجوزات والمعلومات الجيومكانية بوزارة الطاقة، ممثل وزارة الطاقة.
- الدكتور/ فهد بن عبدالله الدوسري رئيس الهيئة العامة للإحصاء،ممثل الهيئة العامة للإحصاء.
- اللواء البحري المهندس عبدالله بن محمد الحمالي مدير عام الإدارة العامة للمساحة العسكرية،ممثل وزارة الدفاع .
- المهندس / هذلول بن حسين الهذلول ممثل وزارة النقل والخدمات اللوجستية، ممثل وزارة النقل والخدمات اللوجستية.
- المهندس/ عبدالله بن مفطر الشمراني الرئيس التنفيذي لهيئة المساحة الجيولوجية السعودية، ممثل هيئة المساحة الجيولوجية السعودية.
- الأستاذة / فرح بنت أحمد إسماعيل وكيل وزارة الاقتصاد والتخطيط لشؤون التنمية القطاعية والمناطقية، ممثل وزارة الاقتصاد والتخطيط.
- المهندس/ بدر بن محمد الحارثي وكيل وزارة التعليم للمشاريع والصيانة، ممثل وزارة التعليم .
- الدكتور / مفرح بن ضايم قرادي جامعة الملك سعود، ذوي الاختصاص و المكانة العلمية و المهنية .
- الدكتورة/ مها بنت عبدالله الضبيحي جامعة الأميرة نورة بنت عبدالرحمن، ذوي الاختصاص والمكانة العلمية والمهنية.
- المهندس/ حسام بن عبدالله الشاوي، ممثل عن القطاع الخاص.
- لدكتور / سعد بن محمد ال هملان، ممثل عن القطاع الخاص.

## المنصة الجيومكانية الوطنية
طورت الهيئة النافذة الوطنية للبنية التحتية الجيومكانية (المنصة الجيومكانية الوطنية)، والتي تتيح للمستخدمين التسجيل للاطلاع على طبقات البيانات الجيومكانية الوطنية المختلفة، والمتعلقة بالتخطيط والبيئة الزراعية، والنقل، والأمن والسلامة، والخدمات الاجتماعية، والصحية، والتعليمية، والثقافية، والتجارية، والتطوير، وقطع الأراضي،والقدرة على الربط مع هذه المنصة من خلال البرمجيات المختلفة، وذلك من خلال لوحة بيانات تفاعلية وبيانات إحصائية.
حيث تقدم الهيئة بعض الأنشطة لخدمات القطاعات المختلفة بالممكلة ومنها:
- الخارطة الرسمية للمملكة العربية السعودية وحدودها البرية الدولية.
- البنية التحتية الجيوديسية الوطنية: هي نظام من التقنيات والطرق والأدوات والخدمات الموجودة بغرض التنمية المستدامة.
- الخرائط البحرية: تشمل: خرائط الموانئ السعودية، وخرائط إدارة المناطق الساحلية، ومنشورات بحرية تحوي جداول المد والجزر، وخرائط الاقتراب إلى السواحل، وخرائط السواحل، وخرائط أعالي البحار، واتجاه الإبحار، ومعلومات عن المساعدات البحرية.
- الخرائط الطبوغرافية: تُعنى بدراسة الأراضي الشاسعة للمملكة وتضاريسها التي تشمل -على سبيل المثال-: شبكات ومرافق النقل ومسافاتها وجهاتها، وكذلك شبكات ومرافق الاتصالات والكهرباء، التجمعات السكانية الحضرية، والمباني المنعزلة والريفية، والمنشآت الصناعية والزراعية، والمساحات المزروعة، ومنشآت ومرافق موارد المياه والصرف الطبيعي، والغطاء النباتي، والمظاهر الطبيعية لسطح وتضاريس منطقة التغطية، والارتفاعات عن مستوى سطح البحر بالأمتار، وأسماء الأماكن والمعالم والمظاهر الطبيعية والصناعية.
- الشبكة الوطنية لرصد المد والجزر: تقدم بيانات رصد المد والجزر خلال أعمال المسوحات البحرية، ثم إجراء تحليلات، وبدورها تؤدي تلك البيانات دوراً مهماً في تعيين الحدود البحرية بين الدول، وحدود المياه الإقليمية والاقتصادية والدولية، وتحديد الجزر ومساحاتها، كتحديد خط الأساس، وخط الساحل.
- الشبكة الوطنية لمحطات الرصد المستمر لتحديد المواقع: توفر خدمات دقيقة وموثوقة لتحديد المواقع عبر المملكة، وكذلك حساب ونشر وصيانة المرجع الجيوديسي الوطني KSA-GRF17.[1]